# Arizonerpeton wellsi
Arizonerpeton wellsi és una espècie extinta de tetràpode lepospòndil de l'ordre Nectridea que va viure a la fi del període Carbonífer en el que avui són els Estats Units.